# 今帰仁朝敷

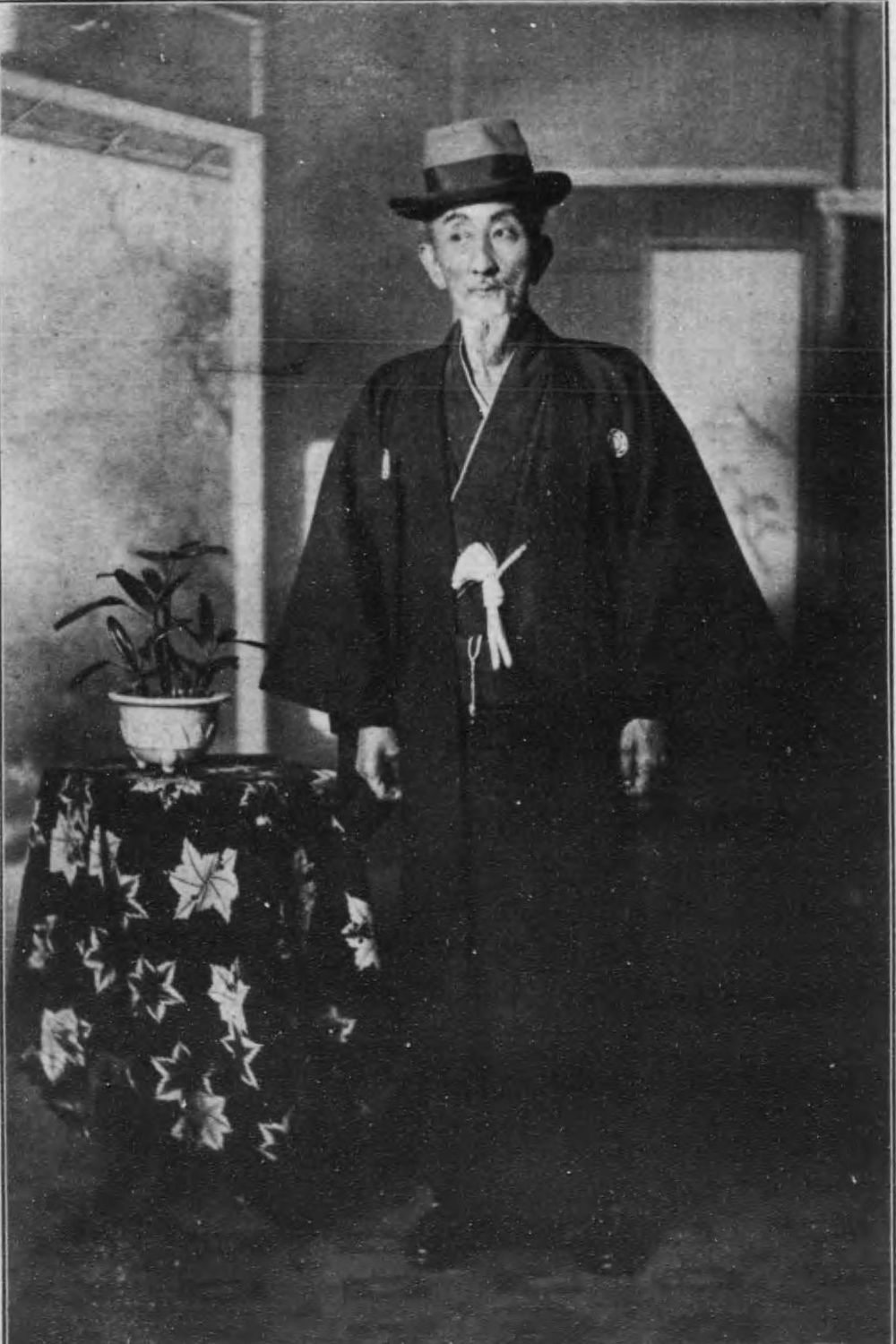
今帰仁朝敷

今帰仁 朝敷（なきじん ちょうふ、道光27年6月4日（1847年7月15日） - 大正4年（1915年）8月11日）は、琉球王国第二尚氏王統第18代・尚育王の三男で、今帰仁御殿の元祖。廃藩置県後は男爵。王国時代、正式には今帰仁王子朝敷と称する。

## 概要
童名は思樽金、唐名は尚弼。尚育王の三男として生まれる。最初具志川王子と称し、1869年（同治8年）、今帰仁間切（現・今帰仁村）の按司地頭に転任したので、今帰仁王子と称した。1875年（明治8年）、病気の兄・尚泰王に代わって、琉球処分官・松田道之の応対にあたった。1890年（明治23年）5月26日、男爵を叙爵した。

## 栄典
- 1896年（明治29年）6月20日 - 従四位[2]

## 家族
- 父 - 尚育王
- 母 - 真南風按司
- 妻 - オト[3]（翁氏伊舎堂殿内八世・伊舎堂親方盛喜六女）
- 子女
  - 長男 - 朝和
  - 長女 - ツル
  - 次男 - 朝宜
  - 三男 - 朝蕃
  - 四男 - 朝真
  - 次女 - マイヌ
  - 三女 - マツ
  - 五男 - 朝珍
  - 四女 - マカト
  - 五女 - ンタ
  - 六男 - 朝亮
  - 六女 - ママツ